# Pizza Hut
«Pizza Hut» (укр. «Піца Гат» ) — світова мережа ресторанів-піцерій, яка складається більш ніж з 34 тис. точок у 100 країнах світу. Входить у корпорацію «Yum! Brands».
Компанію засновано 1958 року братами Деном та Френком Карні в місті Вічита, штат Канзас. Спеціалізується на приготуванні американського варіанта піци, а також таких гарнірів як паста, курячі крильця, хлібці, часникові грінки.
Ділиться на два типи ресторанів: «Піца Гат» для сімейного обіду та фастфуди «Піца Гат Експрес». Сімейні піцерії відрізняються від фастфудів більш різноманітним меню, великою кількістю місць та числом обслуговчого персоналу.

## Історія
Перший «Піца Хат» відкрито 1958 року в США в штаті Канзас; капіталом для його відкриття послужили 600 доларів. Через 10 років перший за межами США «Піца Хат» відкрито в 1968 в Канаді. Однією з відмінних рис ресторанів мережі — доставка піци до дому, яка сприяла зростанню популярності компанії. Нині ресторани мережі «Піца Хат» находяться більш ніж у 100 країнах світу. 

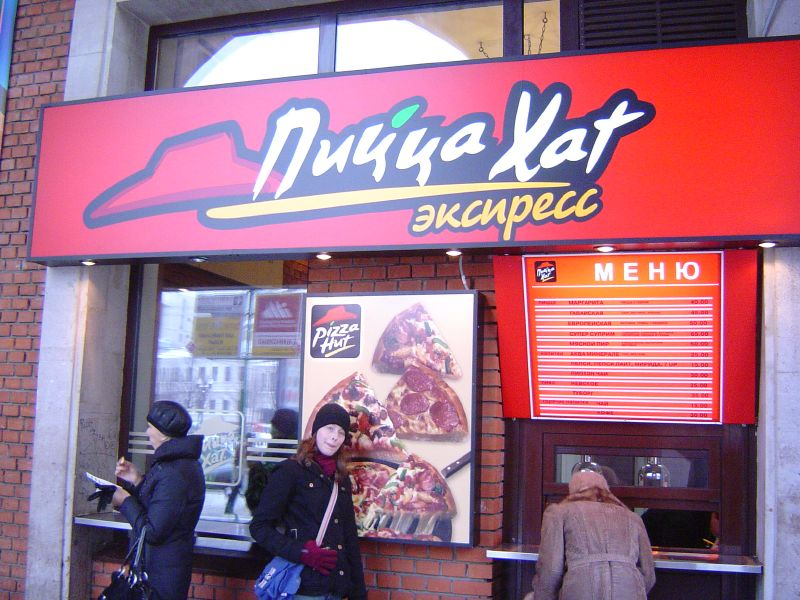
Філія американської мережі піцерій «Піца Хат» в Москві

У зйомках рекламного ролика «Піци Хат» брав участь Михайло Сергійович Горбачов.

## Галерея

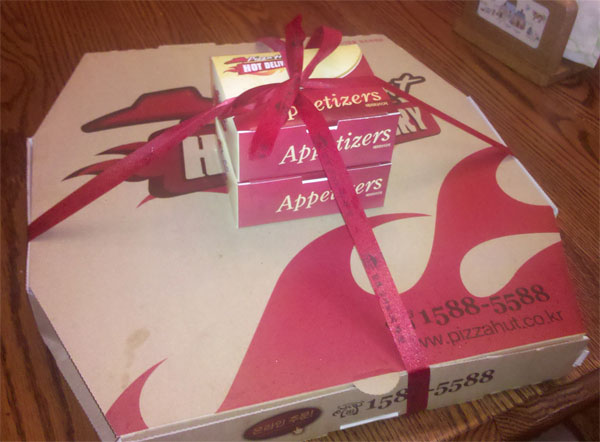
Запакована піца у Південній Кореї
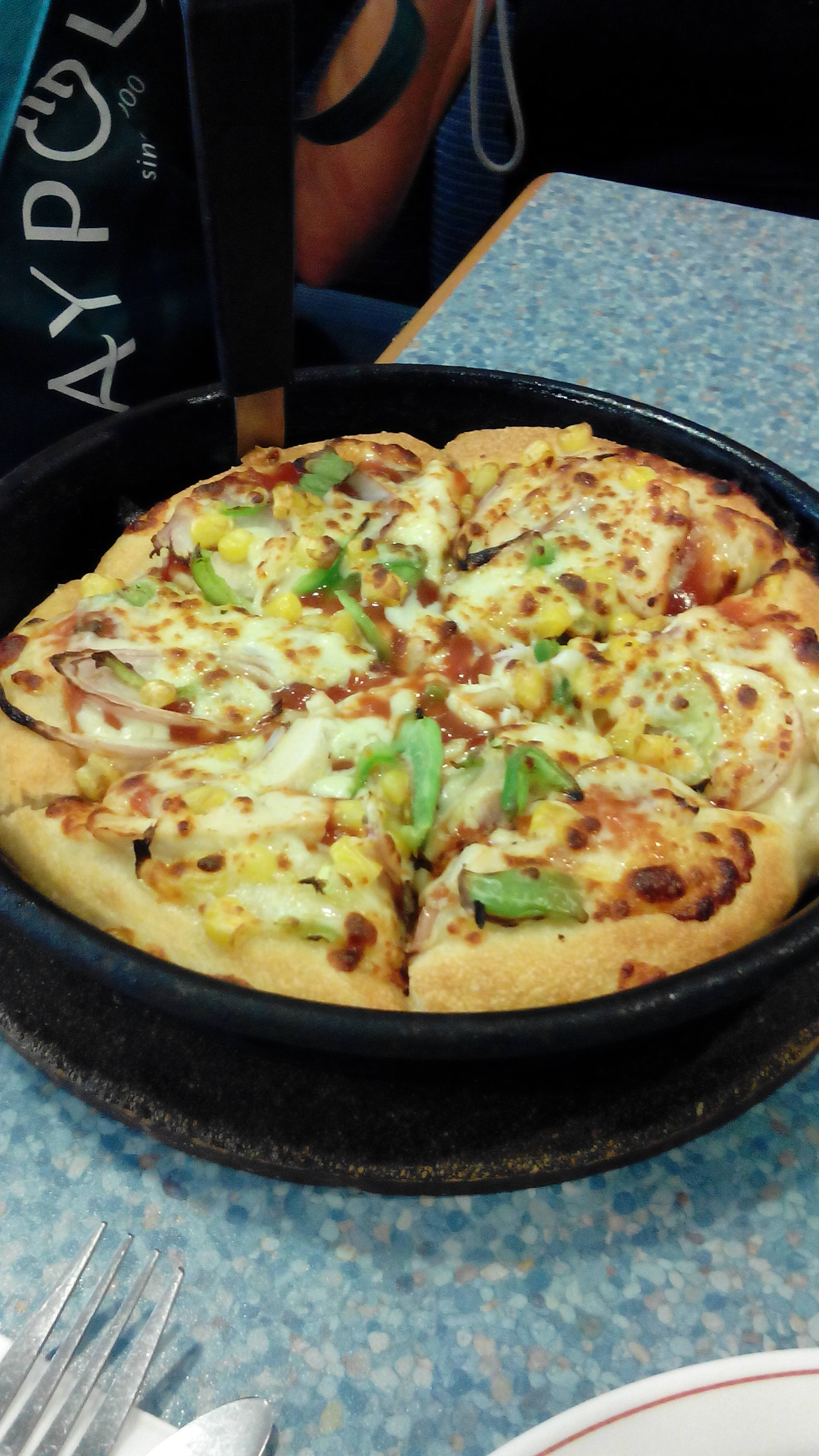
BBQ Chicken Pizza Hut
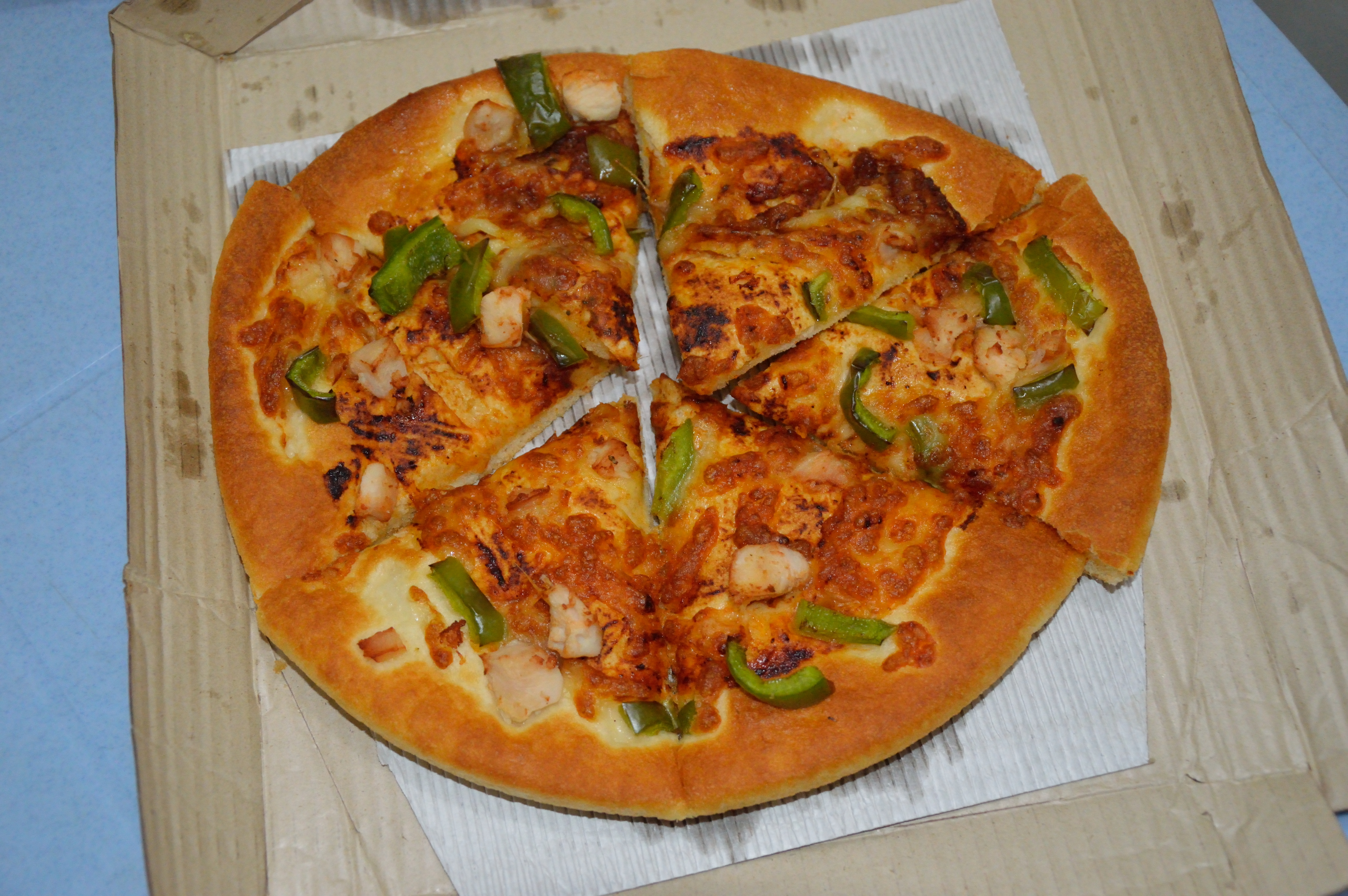
Chicken Crunch Pizza, Індія
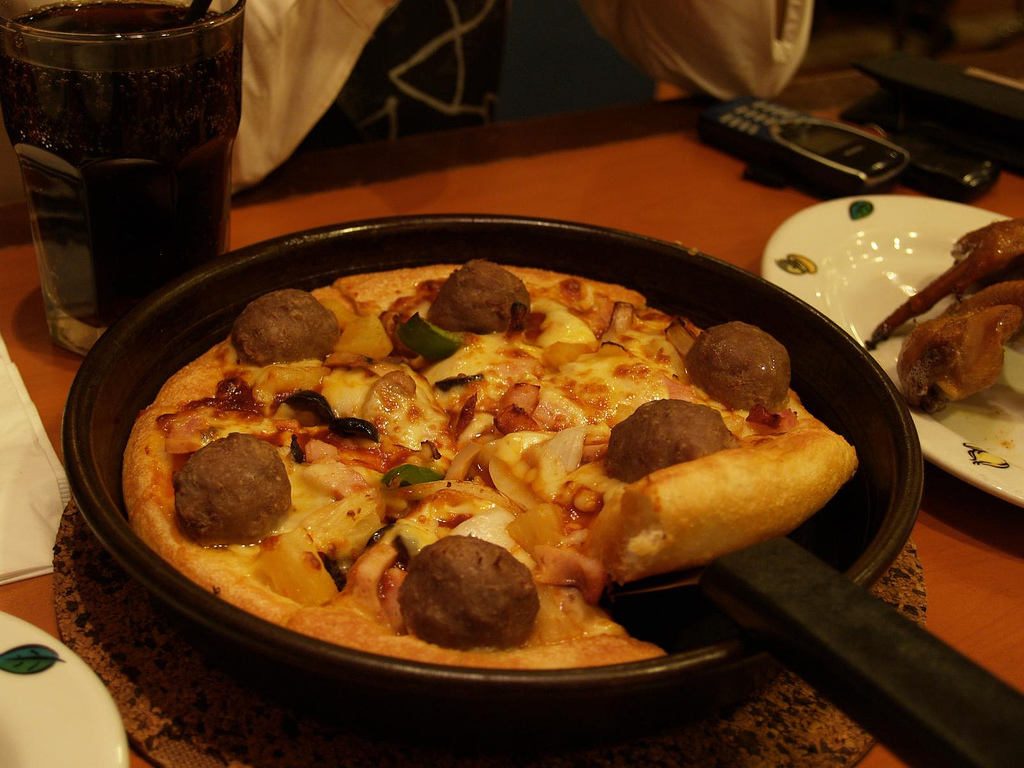
Піца з Малайзії
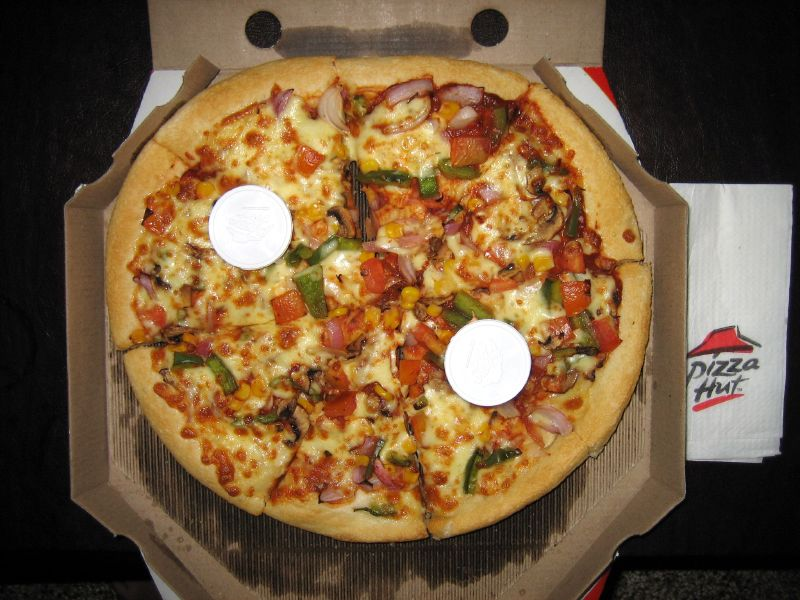
Pizza Hut, Ченнаї, 2005
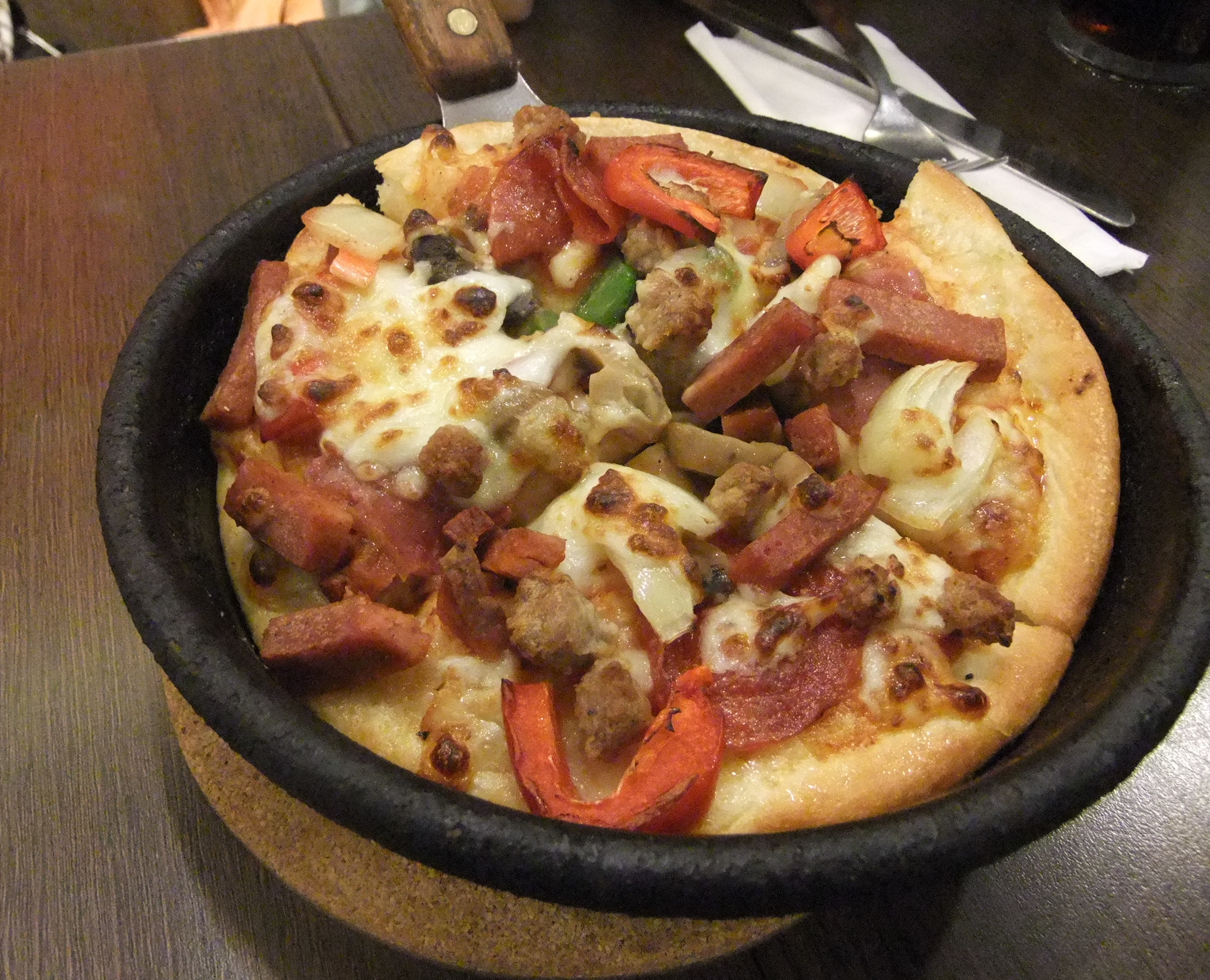
Pizza Super Supreme Personal Pan Denpasar, Балі
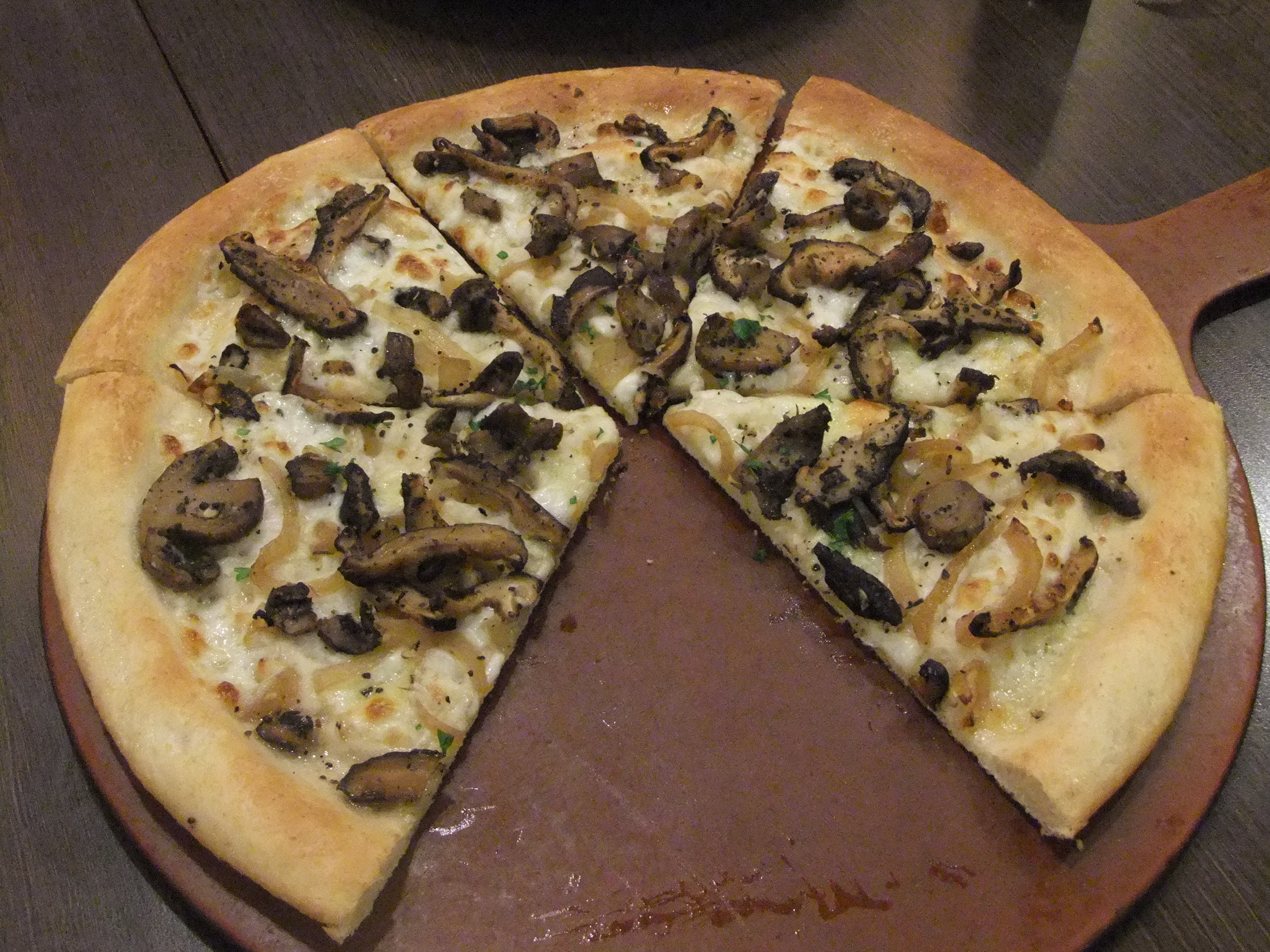
Vegetable pizza Denpasar, Балі
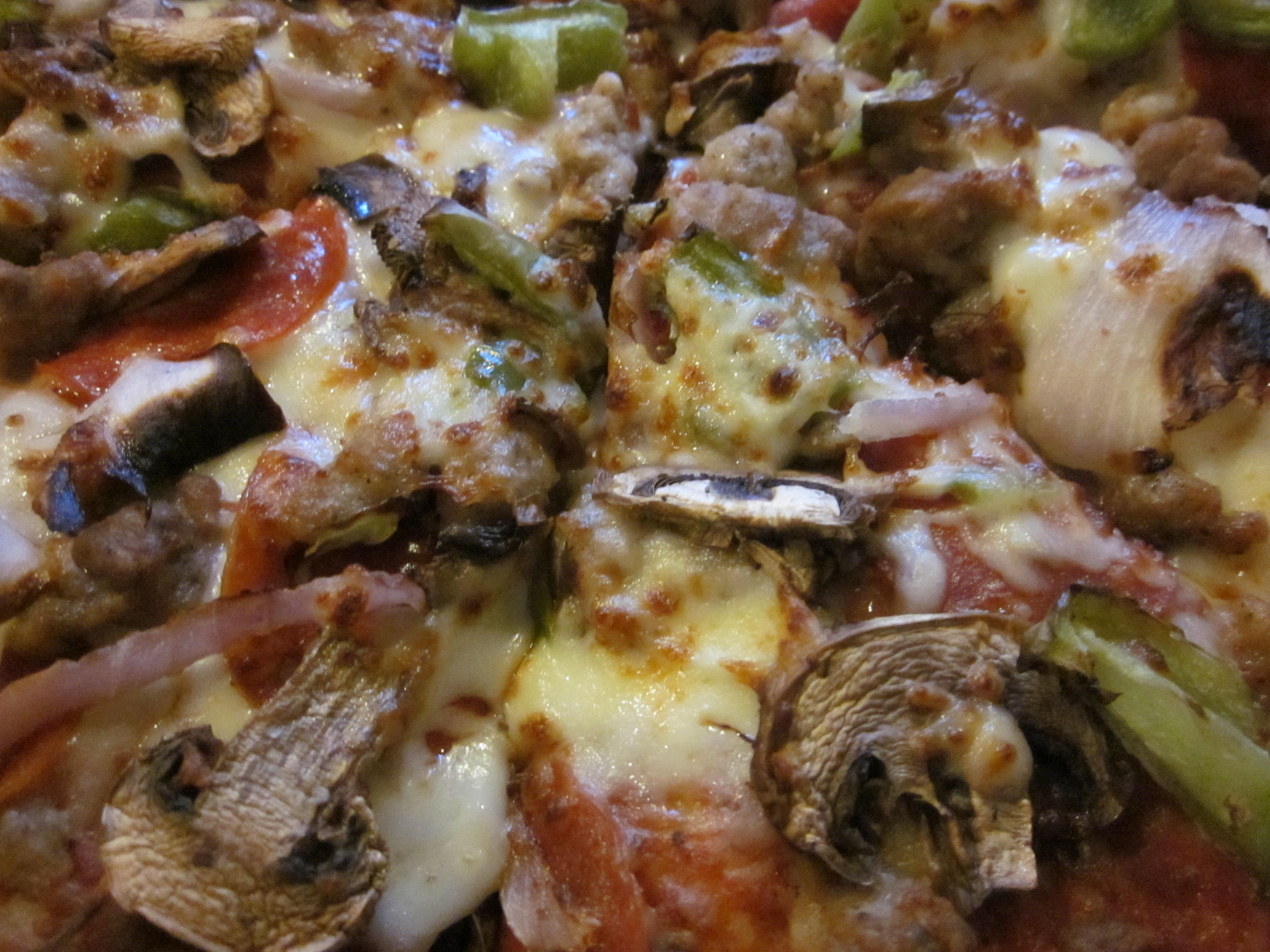
Pizza Hut Supreme pizza, зблизька